# Feira do Livro do Funchal

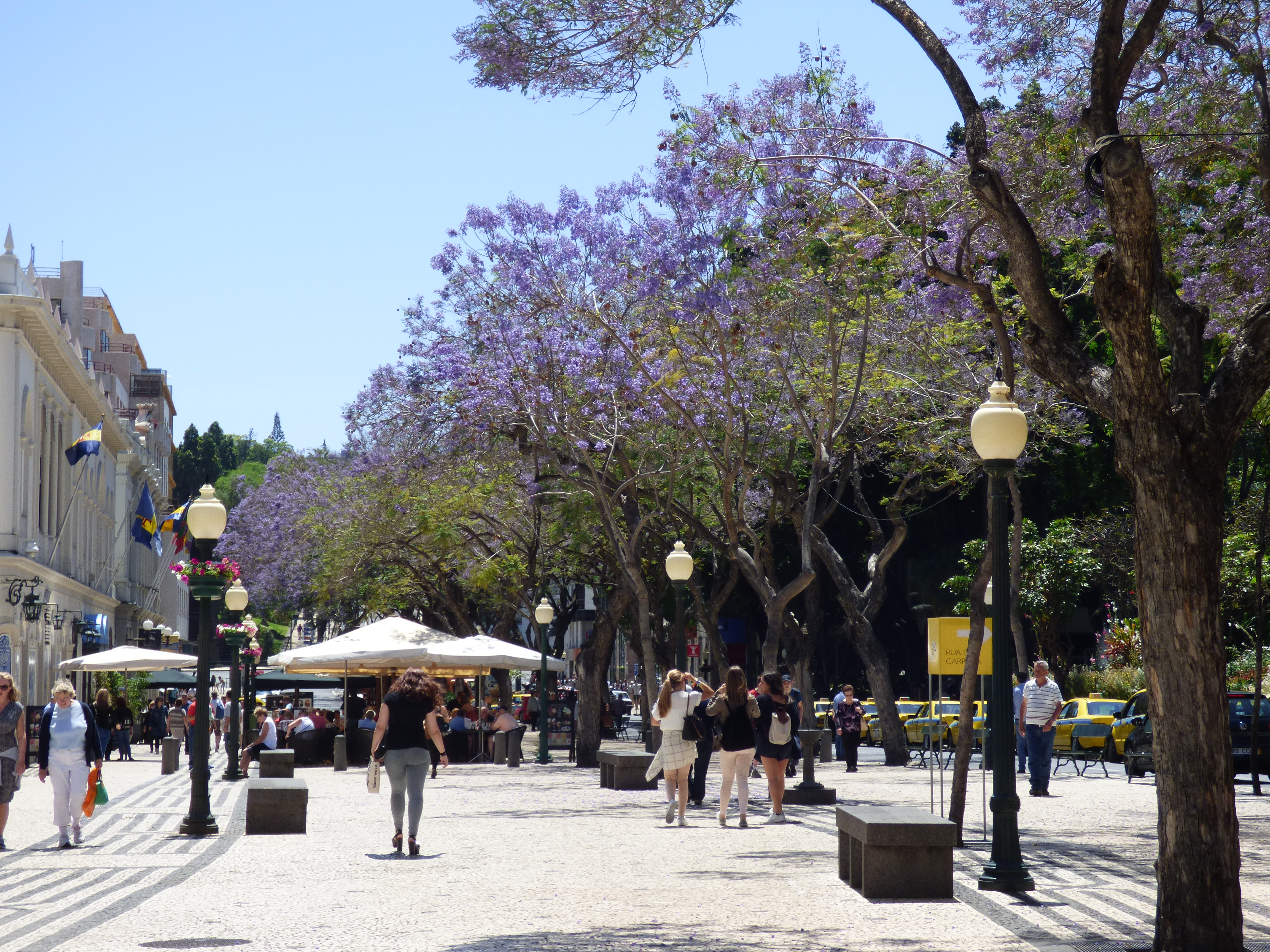
A Avenida Arriaga, onde se realiza a feira.

A Feira do Livro do Funchal é uma certame que se realiza anualmente, desde 1974, na cidade do Funchal, na Madeira, Portugal. A sua organização é responsabilidade da Câmara Municipal do Funchal.
Durante o período em que decorre a feira, que dura pouco mais que uma semana, realizam-se várias atividades, desde animação, conferências, lançamentos de livros, concertos e exposições.

## História
Inicialmente, a feira decorria no Jardim Municipal do Funchal até ser mudada para a placa central da Avenida Arriaga, em quase toda a sua extensão. No local é instalada uma série de expositores em barracas (stands) de livreiros, alfarrábios e editores.
Ao longo dos anos, marcaram presença vários escritores e ilustres do mundo literário lusófono, sobretudo nacionais, entre eles António Rebordão Navarro, António Tavares, António Torrado, Carlito Azevedo, Carlos Vale Ferraz, Fernando Dacosta, Helena Marques, Isabel Figueiredo, João de Melo, José Rodrigues dos Santos, José Tolentino Mendonça, Luaty Beirão, Mário Zambujal, Patrícia Reis, Rita Ferro, Rodrigo Guedes de Carvalho, Rui Zink, Teolinda Gersão, Tiago Rebelo, Valter Hugo Mãe, entre outros.